# ثمن الشهرة
ثمن الشهرة مسلسل تلفزيوني اجتماعي تركي من بطولة آهو تركبنتشه، أتيلا سارال، مراد أنالمش ونورسيلي إيديز تم بثه في موسمين على قناة أي تي في من 2005 إلى 2007 بمجموع 71 حلقة.
عرض المسلسل مدبلجا للغة العربية وعرض على قناة إم بي سي 4.

## قصة المسلسل
يدور المسلسل حول فتاة محدودة الدخل يتيمة الأب تدعى سوزان "آهو توركبنش"، تعمل في أتيليه ملابس لتعول أسرتها المكونة من الأم وشقيقين يسقط أحدهما في فخ المافيا، واخت أخرى مراهقة تتورط في السرقة ولها صديقة تدعى يمن تعمل معها.
وتقع سوزان في حب ماهر "مراد أنالميس" وهو ابن مطربة شهيرة، لكن الأم تفعل كل ما تستطيع لتفرق بينهما، ويحدث لها ما تريد بعد حمل سوزان من ابنها، وتقاوم سوزان أسرتها وثقافة مجتمعها وتنجب طفلة، ثم يحدث لماهر حادث مروع يفقده الفترة التي احب بها سوزان من ذاكرته، ثم تضطر للعمل في التمثيل عبر منتجة سينمائية كانت زبونتها في الأتيليه، ثم تتعرف على رجل الأعمال وائل "أتيلا سارال" وهو ممول أول فيلم لها، لكنها تفقد الكثير مقابل الشهرة التي أكسبتها النجومية السينمائية.

## أبطال المسلسل
- آهو توركبنش، بدور سوزان.
- مراد أنالميس، بدور ماهر.
- أتيلا سارال، بدور وائل.